# Conchata Ferrell
Conchata Galen Ferrell (ur. 28 marca 1943 w Charleston, zm. 12 października 2020 w Los Angeles) – amerykańska aktorka filmowa, teatralna i telewizyjna, znana głównie z roli pomocy domowej Berty w sitcomie Dwóch i pół. Za rolę w tym serialu otrzymała dwie nominacje do nagród Emmy. Na swoim koncie ma również jeszcze jedną nominację do Emmy, za rolę Susan Bloom w serialu L.A. Law.

## Życiorys

### Kariera
Ferrell rozpoczęła swoją karierę na scenie, występując na Broadwayu w sztuce Hot L Baltimore Lanforda Wilsona. Za te występy otrzymała dwie nagrody: Drama Desk Award i Obie Award.
Jej kariera aktorska obejmuje trzy dekady. W jej trakcie aktorka wystąpiła w drugoplanowych rolach w wielu filmach, m.in. Sieć (1976), Mystic Pizza (1988), Edward Nożycoręki (1990) czy K-PAX (2001). Wśród głównych ról wyróżniła się zwłaszcza w dramacie Heartland (1979).
Jej inne występy telewizyjne obejmują role w serialach: Buffy postrach wampirów, Hot L Baltimore, B. J. and the Bear, Good Times, Sledge Hammer!, Przyjaciele, Strażnik Teksasu (odc.71).

### Życie osobiste i śmierć
Ferrell urodziła się w Charleston. Jej rodzicami byli Mescal Loraine oraz Luther Martin Ferrell. Uczęszczała na dwa uniwersytety: West Virginia University i Marshall University. Jej mężem był Arnie Anderson, z którym miała jedną córkę.
Ferrell zmarła 12 października 2020 roku z powodu komplikacji po zatrzymaniu krążenia w Sherman Oaks Hospital w Sherman Oaks w Kalifornii. Miała 77 lat.